# Lorthån (Särna socken, Dalarna, 684008-132946)
Lorthån är en sjö i Älvdalens kommun i Dalarna och ingår i Dalälvens huvudavrinningsområde. Sjöns area är 0,02 kvadratkilometer och den befinner sig 864 meter över havet.